# Tønsbergfjord
Der Tønsbergfjord (norwegisch: Tønsbergfjorden) ist ein Fjord im Süden Norwegens, der sich zwischen dem norwegischen Festland und den beiden Inseln Nøtterøy und Tjøme in der Provinz (Fylke) Vestfold erstreckt.

## Lage
Der Tønsbergfjord befindet sich südlich der südnorwegischen Stadt Tønsberg. Er erstreckt sich auf einer Länge von etwa 25 Kilometern und trennt dabei die beiden Inseln Nøtterøy und Tjøme (beide Kommune Færder) vom Festland, wo die Gemeinde Sandefjord liegt. In seinem nördlichen Abschnitt besteht eine Verbindung zum Oslofjord und auch zwischen Nøtterøy und Tjøme weiter im Süden.
Die Breite des Fjords variiert zwischen fünf Kilometern im Süden und 300 Meter im inneren Teilbereich. Vor allem im breiteren Bereich liegen mehrere Inseln, zu den größten zählen Veierland und Hui.